# Michael Jessen
Michael Jessen est un rameur danois né le 4 avril 1960 à Frederiksberg.

## Biographie
Michael Jessen participe à l'épreuve de quatre sans barreur aux Jeux olympiques d'été de 1984 à Los Angeles avec comme partenaires Lars Nielsen, Per Rasmussen et Erik Christiansen. Les quatre danois remportent la médaille de bronze.